# Mimorsidis taiwanensis
Mimorsidis taiwanensis är en skalbaggsart som beskrevs av Hayashi 1974. Mimorsidis taiwanensis ingår i släktet Mimorsidis och familjen långhorningar.
Artens utbredningsområde är Taiwan. Inga underarter finns listade i Catalogue of Life.